# Pakhui-Tigerreservat
Das Pakhui-Tigerreservat (engl. Pakhui Tiger Reserve) oder auch Pakke-Tigerreservat ist ein Schutzgebiet in East Kameng im Bundesstaat Arunachal Pradesh im Nordosten Indiens.

## Geschichte
Das Gebiet des Pakhui-Tigerreservats wurde ursprünglich am 1. Juli 1966 als Pakhui Reserve Forest eingerichtet und am 28. März 1977 zum Wildreservat erklärt. Im Jahr 2001 wurde es in Pakhui Wildlife Sanctuary und am 23. April 2002 als 26. Tigerreservat im Rahmen des Project Tiger der National Tiger Conservation Authority (NTCA) in Pakhui Tiger Reserve umbenannt. Im Jahr 2016 gewann es den „India Biodiversity Award“ 2016 in der Kategorie „Erhaltung bedrohter Arten“ für sein Nashornvogel-Projekt.

## Geografie

### Lage
Das Tigerreservat hat eine Fläche von 862 km². Es liegt nördlich des Brahmaputras in der Himalaya-Region auf Höhen zwischen 100 und 2000 m. Das Schutzgebiet fällt nach Süden hin zum Flusstal des Brahmaputra-Flusses ab. Im Norden ist das Gebiet zerklüftet mit Bergketten, während sich im Süden enge Ebenen und Hügeltäler finden. Südlich an das Schutzgebiet angrenzend befindet sich der Nameri-Nationalpark. Nördlich ist es durch den Fluss Papu begrenzt, westlich durch den Kameng und östlich durch den Pakke. Westlich des Tigerreservats befindet sich das Eaglenest Wildlife Sanctuary und das Sessa Orchid Sanctuary.

### Klima
In der Region herrscht ein subtropisches Klima mit Temperaturen zwischen 12 und 36 °C mit den höchsten Temperaturen im Mai bis Juni. Die Luftfeuchtigkeit erreicht im Sommer 80 %. Der jährliche Niederschlag beläuft sich auf etwa 2500 mm. Diesen erreicht das Gebiet vor allem durch den Monsun im Mai bis September aus südwestlicher Richtung und im November bis April aus nordöstlicher Richtung. Die dazwischen liegenden Monate von Oktober bis November sind dagegen relativ trocken.

## Flora und Fauna

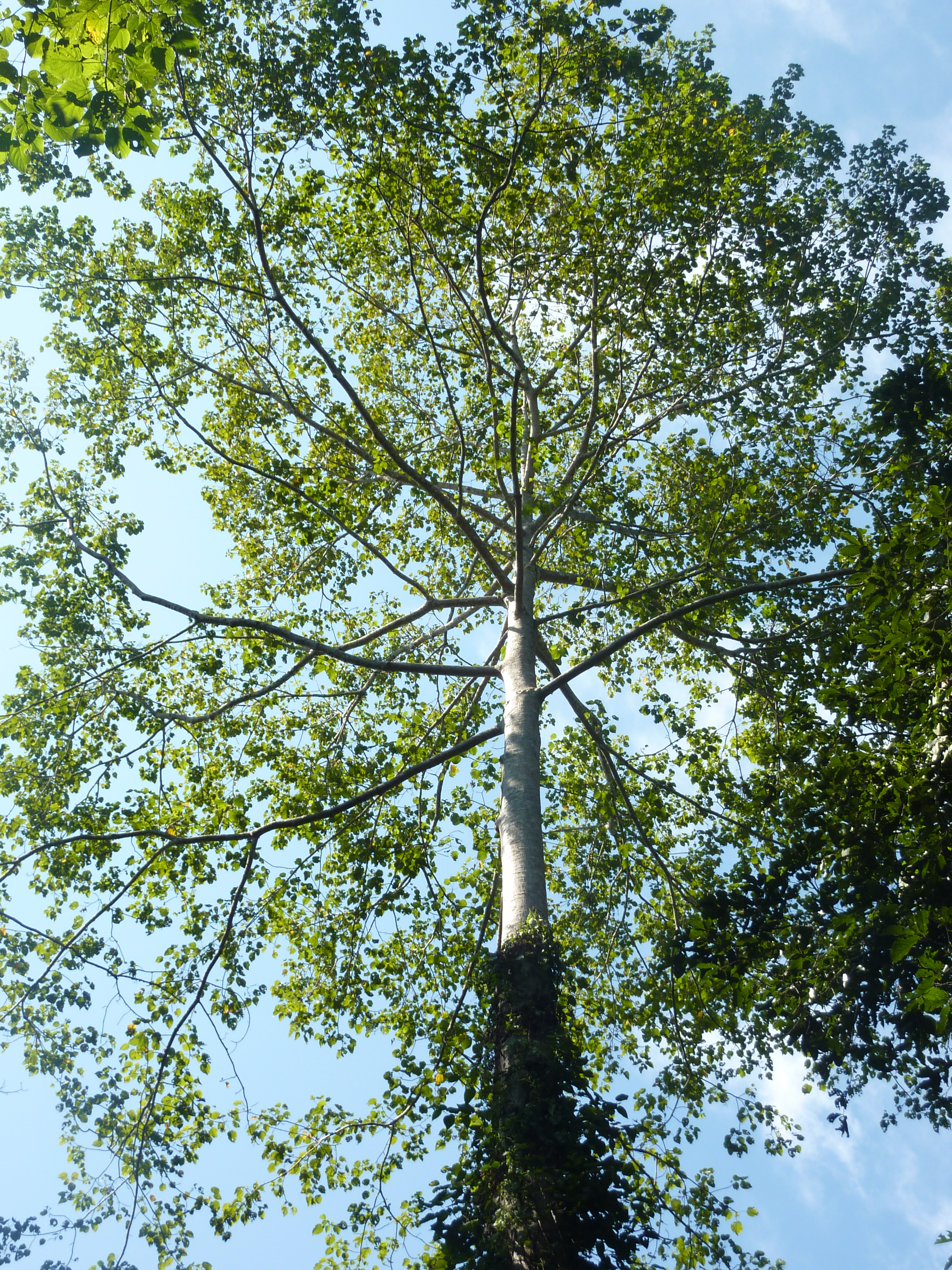
Ein Baum der Art Tetrameles nudiflora im Tigerreservat

### Flora
Das Pakhui-Tigerreservat umfasst halbimmergrüne Tieflandwälder sowie immergrüne Wälder und Laubwälder in den Bergregionen. Es finden sich über 1500 Arten von Gefäßpflanzen, darunter viele Wolfsmilch- und Lorbeergewächse sowie Orchideen. Im gesamten Bundesstaat gibt es etwa 600 Orchideenarten. In den Tieflandregionen finden sich 343 Arten von Bedecktsamern. Die wichtigsten Baumarten im Tigerreservat sind Tetrameles nudiflora, Ailanthus grandis und Altingia excelsa. Von 128 untersuchten Baumarten waren 78 % für ihre Ausbreitung auf Tiere angewiesen, während sich die restlichen 22 % abiotisch ausbreiten. Bei ersterer Gruppe waren 54 Baumarten primär auf Vögel und 25 auf Säugetiere angewiesen, während 21 Arten durch beide Tiergruppen verbreitet wurden.

### Fauna

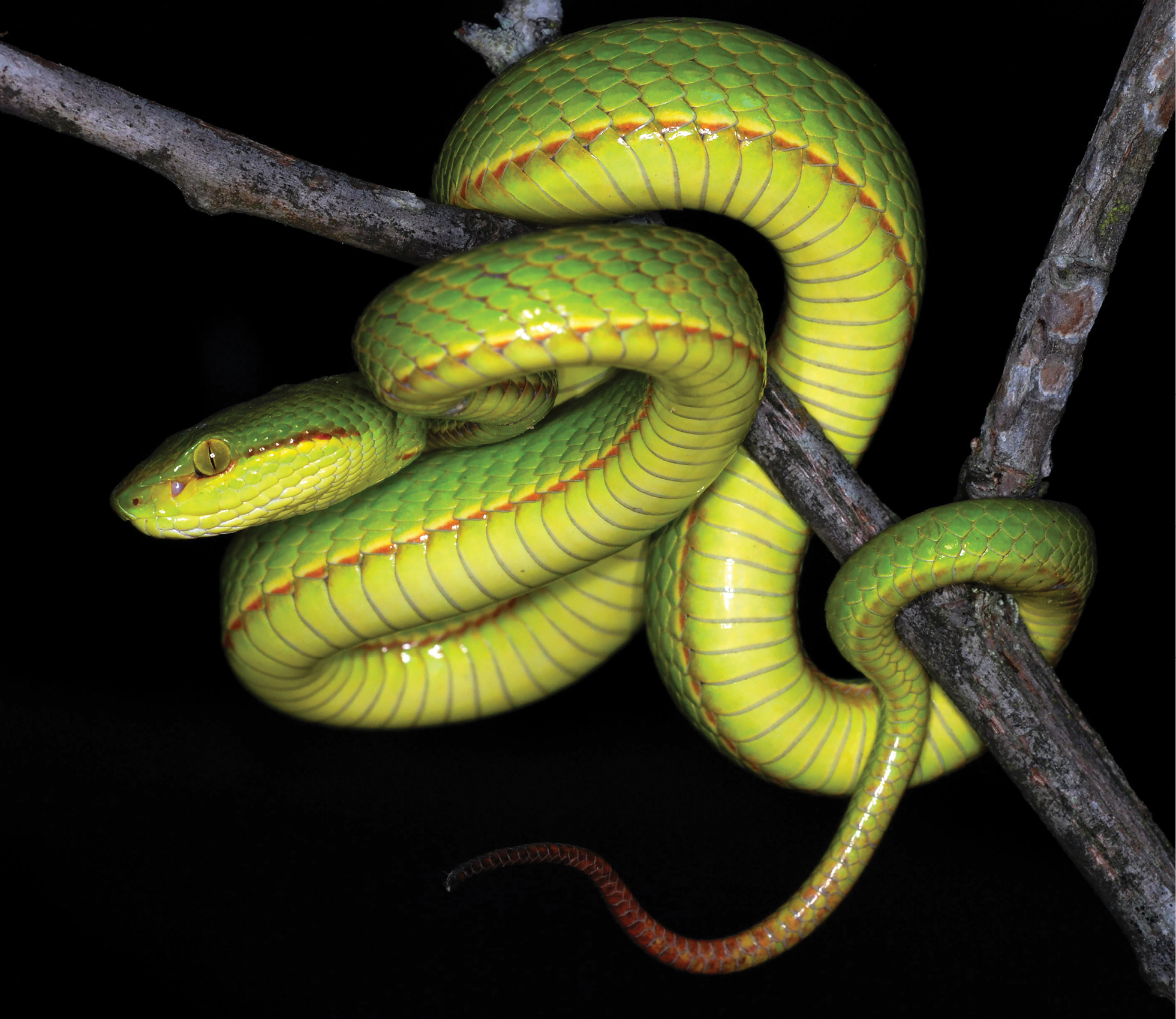
Juveniles Männchen der Bambusotternart Trimeresurus salazar im Schutzgebiet

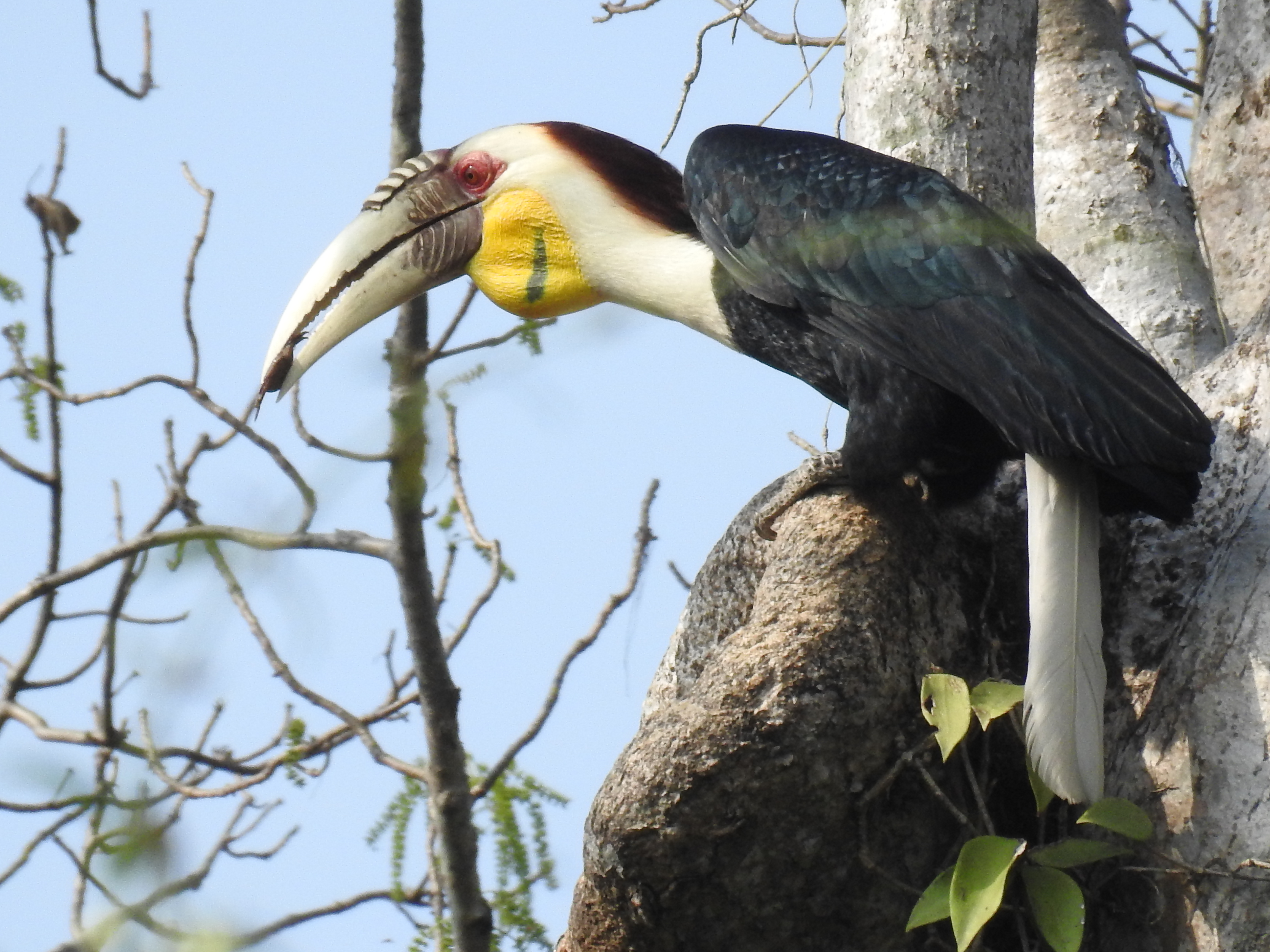
Männlicher Furchenhornvogel im Tigerreservat

Die Fauna umfasst unter anderem etwa 40 Säugetierarten. Zu den größeren Raubtieren im Tigerreservat zählen mit dem Königstiger, Indischen Leopard und Nebelparder einige Großkatzen. Daneben finden sich auch Goldschakale und Kragenbären (Unterart Ursus thibetanus laniger) sowie kleinere Raubtiere wie Buntmarder, Mangusten, Fischotter und Zwergotter. Zudem gibt es im Park Indische Elefanten, Gaure, Sambars, Axishirsche und Wildschweine. Die am häufigsten vorkommenden Affenarten sind Rhesusaffen, Kappenlangure und Assam-Makaken. An Nagetieren finden sich Schwarze Riesenhörnchen und Gleithörnchen.
Darüber hinaus wurden 36 Reptilien- und 30 Amphibienarten gezählt. Erst 2019 wurden in der Umgebung des Tigerreservats mit Trachischium apteii und Trimeresurus salazar zwei neue Schlangenarten entdeckt und erstbeschrieben. Häufig anzutreffen ist die vom Aussterben bedrohte Assam-Dachschildkröte (Pangshura sylhetensis). An Dorfrändern sind des Öfteren Königskobras anzutreffen. Eine im Schutzgebiet vorkommende Amphibie ist beispielsweise die rotbraune Ruderfroschart Theloderma asperum.
Mindestens 296 Vogelarten wurden im Schutzgebiet beobachtet, darunter die stark bedrohte Weißflügelente. Ihr Bestand wird weltweit nur noch auf 350 bis 1500 Tiere geschätzt. Im Schutzgebiet kommen zudem vier Arten von Nashornvögeln vor. Am häufigsten ist der Furchenhornvogel, dessen Rastplätze und die des Doppelhornvogels sich an den Flussufern befinden. Zudem ist der Orienthornvogel und der Nepalhornvogel im Schutzgebiet verbreitet. Weitere vorkommende Vogelarten sind unter anderem der Ibisschnabel, die Maskeneule, Elsterfälkchen, Nepaluhus, Indochina-Pfaufasane, Grüntauben, Spiegelrotschwänze, Rubinwangen-Nektarvögel, Papageibreitrachen, Blutpirol, Krähendrongo, Prachtkuckuck, Sultansmeise, Haubenvireo, Aviceda jerdoni, Arborophila atrogularis, Zapornia bicolor, Hydrornis nipalensis, Brachypteryx leucophris, Brachypteryx cruralis, Garrulax monileger und Harpactes erythrocephalus.
Im Tigerreservat gibt es zudem mindestens 379 Schmetterlingsarten und 83 Nachtfalterarten, darunter 11 Arten, die nach dem indischen Wildschutzgesetz von 1972 unter Artenschutz stehen: Papilio elephenor, Appias lyncida, Cepora nadina, Euploea mulciber, Euploea midamus, Charaxes marmax, Euthalia aconthea, Euthalia lubentina, Doleschallia bisaltide, Hypolimnas misippus und Lexias pardalis.

## Bedrohungen und Schutzmaßnahmen
Zum Schutz gegen Wilderei gibt es über das Tigerreservat verteilt zwei Dutzend Beobachtungsstationen. Durch Abholzung hat die Waldfläche abgenommen. Ein Vergleich von Landsat-Satellitenaufnahmen aus 2007 und 2017 zeigt eine Abnahme von rund 8 %.

## Infrastruktur und Tourismus
Am Rande des Tigerreservats gibt es etwa 25 Dörfer, von denen die meisten zu den Nyishi gehören. 2020 wurde eine 693 km lange Straße durch das Tigerreservat gebaut. Das Tigerreservat besuchen jährlich mehr als 400 Touristen.